# Josef Kleesattel

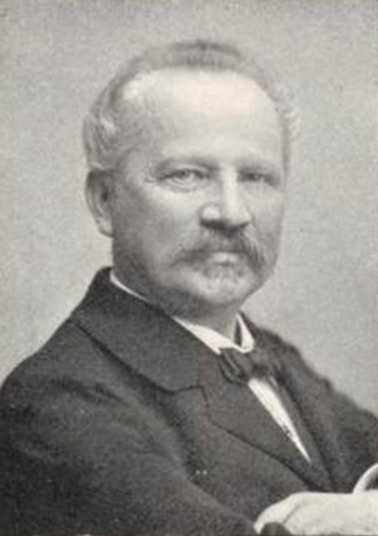
Josef Kleesattel

Peter Josef Kleesattel (* 1. März 1852 in Köln; † 29. März 1926 in Düsseldorf) war ein deutscher Architekt. Sein Werk war prägend für den Kirchenbau im Rheinland. Für seine Gotteshäuser etablierte sich der Begriff „Kleesattel-Kirchen“.

## Leben
Als Sohn des Bäckers Hermann Joseph Kleesattel und dessen Ehefrau Maria Catharina Kleesattel geborene Mommertz 1852 in Köln, Hämergasse 21 geboren, besuchte Josef die Fachschule St. Aposteln und die Königliche Provinzial-Gewerbeschule in seiner Heimatstadt. Nach dem Abitur wandte er sich der Architektur zu. Vor seinem Studium war er bei dem Architekten und Bauunternehmer Claasen und dann bei dem Architekten J. Hinden in Köln bis 1872 tätig. An den Technischen Hochschulen in Wien, München und Stuttgart studierte er Architektur.
In Wien konnte er ein Jahr lang praktische Erfahrungen bei der Wiener Baugesellschaft unter dem Architekten Ludwig Tischler sammeln. Von 1874 bis 1878 arbeitete er im Architekturbüro von Julius Raschdorff in Köln. 1878 wechselte er mit Raschdorff nach Berlin an die Technische Hochschule Charlottenburg bzw. die Berliner Bauakademie. Von 1883 bis 1902 lehrte er als Fachlehrer für Möbel- und Architekturzeichnen an der Kunstgewerbeschule Düsseldorf. In dieser Zeit wurde ihm anlässlich der Einweihung der Düsseldorfer Rochuskirche am 2. Mai 1897 der Titel Professor verliehen. Nach seiner Lehrtätigkeit, die er im Oktober 1902 aufgab, war er als Privatarchitekt tätig.

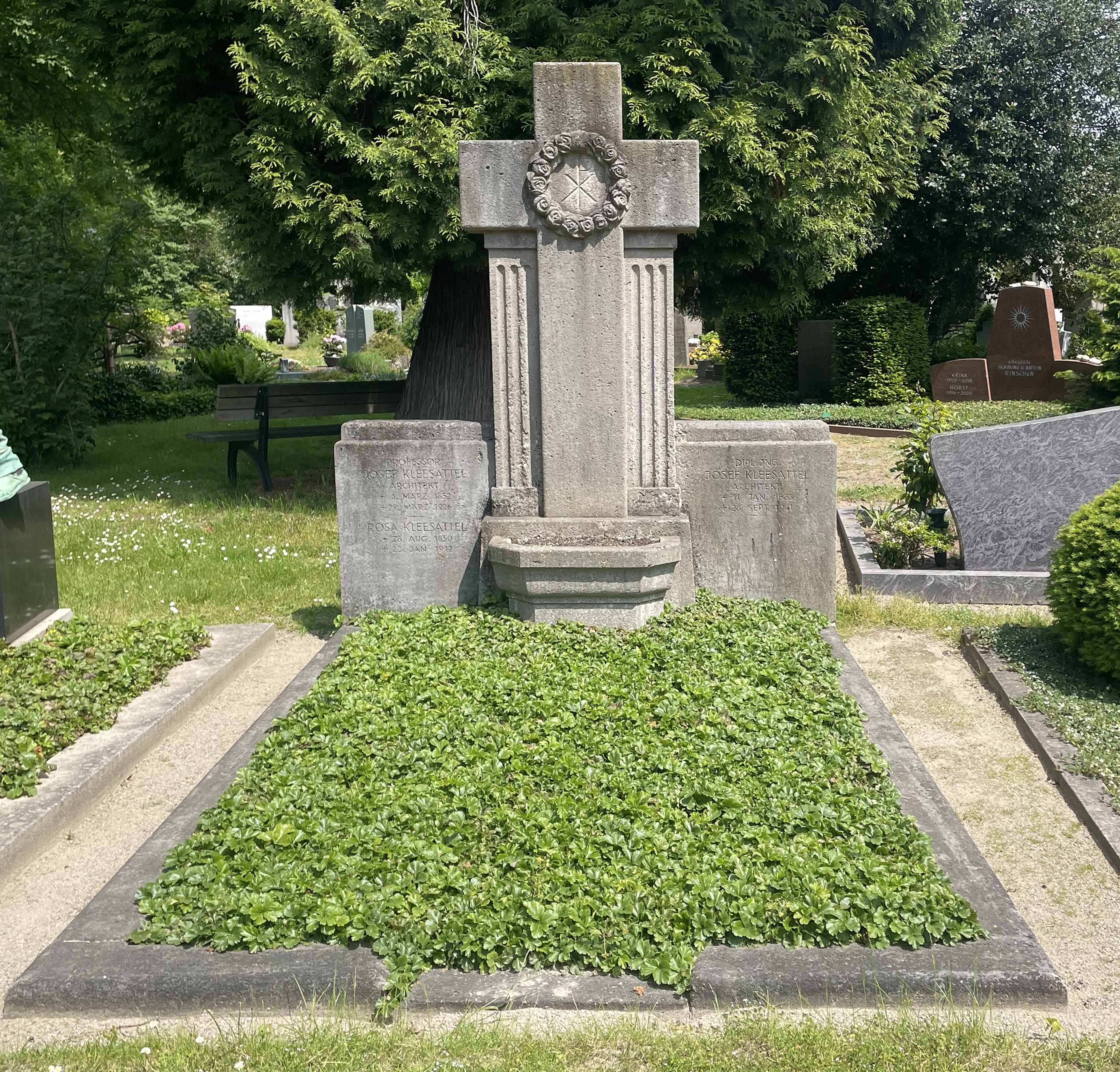
Grabstätte Architekt Josef Kleesattel der Ältere (1852–1926), Ehefrau Rosa Kleesattel (1850–1912) und Dipl.-Ing. Architekt Josef Kleesattel der Jüngere (1883–1941) auf dem Nordfriedhof Düsseldorf (2023)

Neben Kirchen entwarf er Einrichtungen, Geräte, Bauschmuck und Denkmäler. In der Rheinprovinz war er ein geschätzter Kirchenbaumeister. Den ersten Auftrag für einen größeren Kirchenbau erhielt er im Jahre 1887 für die katholische Pfarrkirche St. Josef in Viersen; es folgten weitere Aufträge, vor allem für Kirchen am Niederrhein. 1902 fungierte er als Leiter der Bauabteilung der Industrie- und Gewerbeausstellung Düsseldorf, 1904 als Vorsitzender und Leiter der Bauabteilung der Internationalen Kunstausstellung und großen Gartenbau-Ausstellung Düsseldorf. Für seine Verdienste wurde Kleesattel zum Ende der Ausstellung 1902 die Preußische Goldene Staatsmedaille für Kunst und Wissenschaft und der Rote Adlerorden IV. Klasse verliehen. Kleesattel war Mitglied des Düsseldorfer Künstlervereins Malkasten, von 1904 bis 1911 in dessen Vorstand. 1909 veröffentlichte er das Buch Alt-Düsseldorf im Bild. Eine Sammlung von niederrheinischer Heimatkunst.
Unter dem um 1900 geprägten Begriff „Kleesattel-Kirchen“ versteht man neuromanische Kirchen, meist mit Doppelturmfassaden, deren Innenräume entweder gewölbt sind oder eine flache Decke besitzen. Bis 1910 entstanden 40 Kirchen nach seinen Entwürfen.

### Familie
Das Ehrengrab von Josef Kleesattel und seiner Familie befindet sich auf dem Nordfriedhof in Düsseldorf. Kleesattel war verheiratet mit der israelitisch geborenen, getauften Katholikin Rosa Kleesattel, geborene Frank (geboren am 28. August 1850 in Köln gestorben am 23. Januar 1912 in Düsseldorf, Sternstr. 69; Rosa Frank war eine Tochter des 1850 geschäftslosen, späteren (1875) Gemeindedieners der Synagogengemeinde in der Glockengasse, Benjamin Frank (geboren um 1806 in Dormagen; gestorben am 1. März 1889 in Köln) und dessen Ehefrau Henriette genannt Jetta Frank geborene Joel (geboren um 1812 in Deutz; gestorben am 5. Oktober 1875 in Köln)). Das Ehepaar Kleesattel / Frank hatte drei Kinder, Catharina (* 1880, ab 1904 Ehefrau des Regierungsbaumeisters Johann Erberich), Josef (1883–1941, Architekt) und Otto (* 1884, Bankkaufmann).

## Werk (Auswahl)

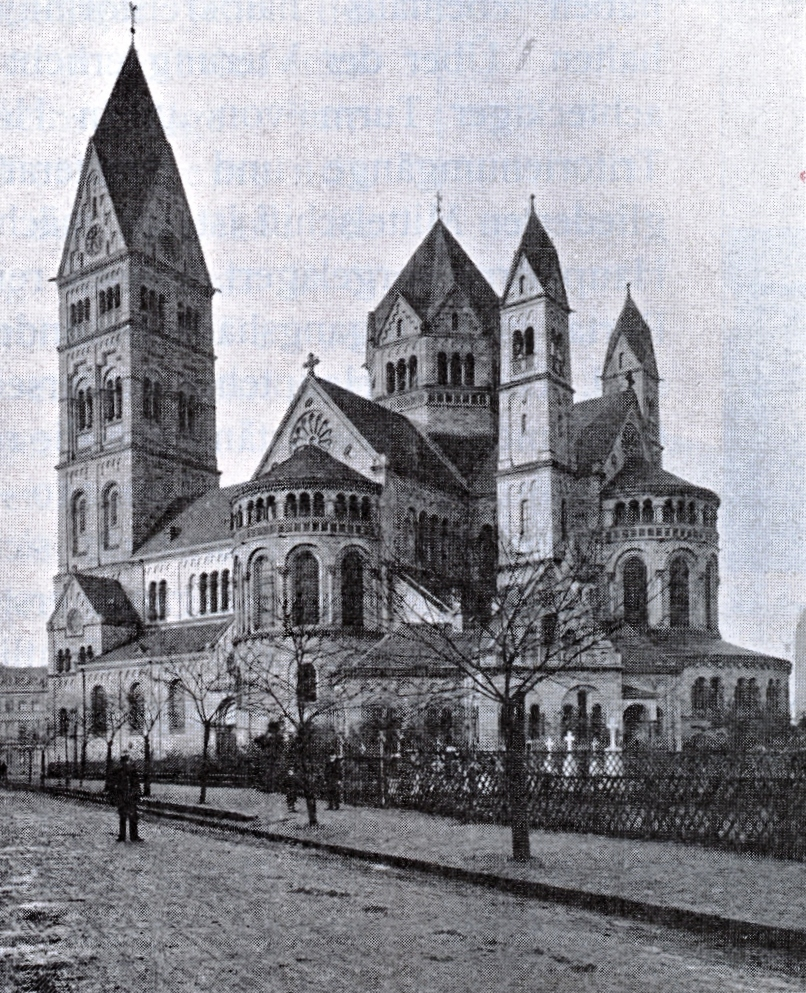
Rochuskirche in Düsseldorf (historische Aufnahme, vor 1904)

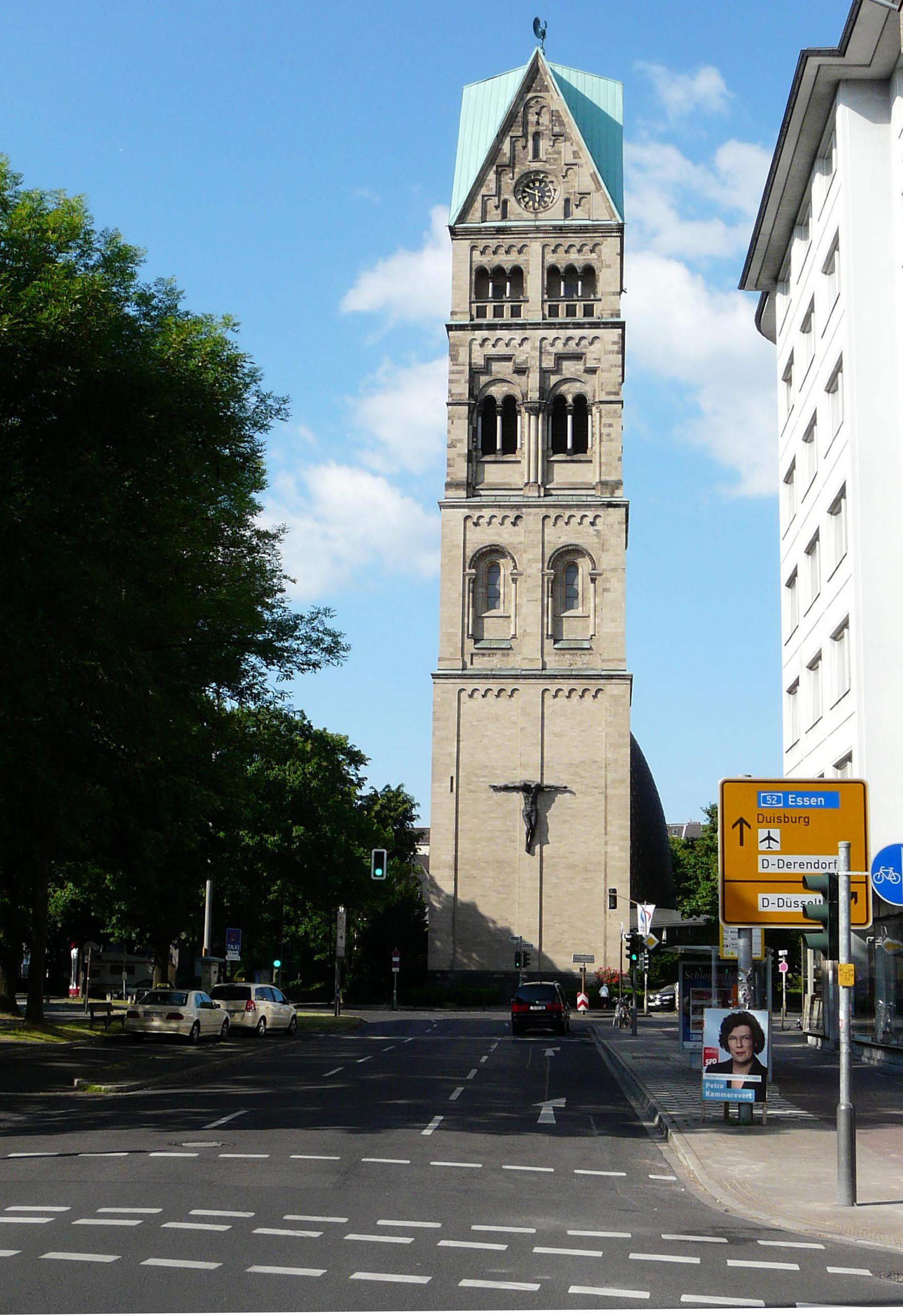
Turm der Rochuskirche (2009)

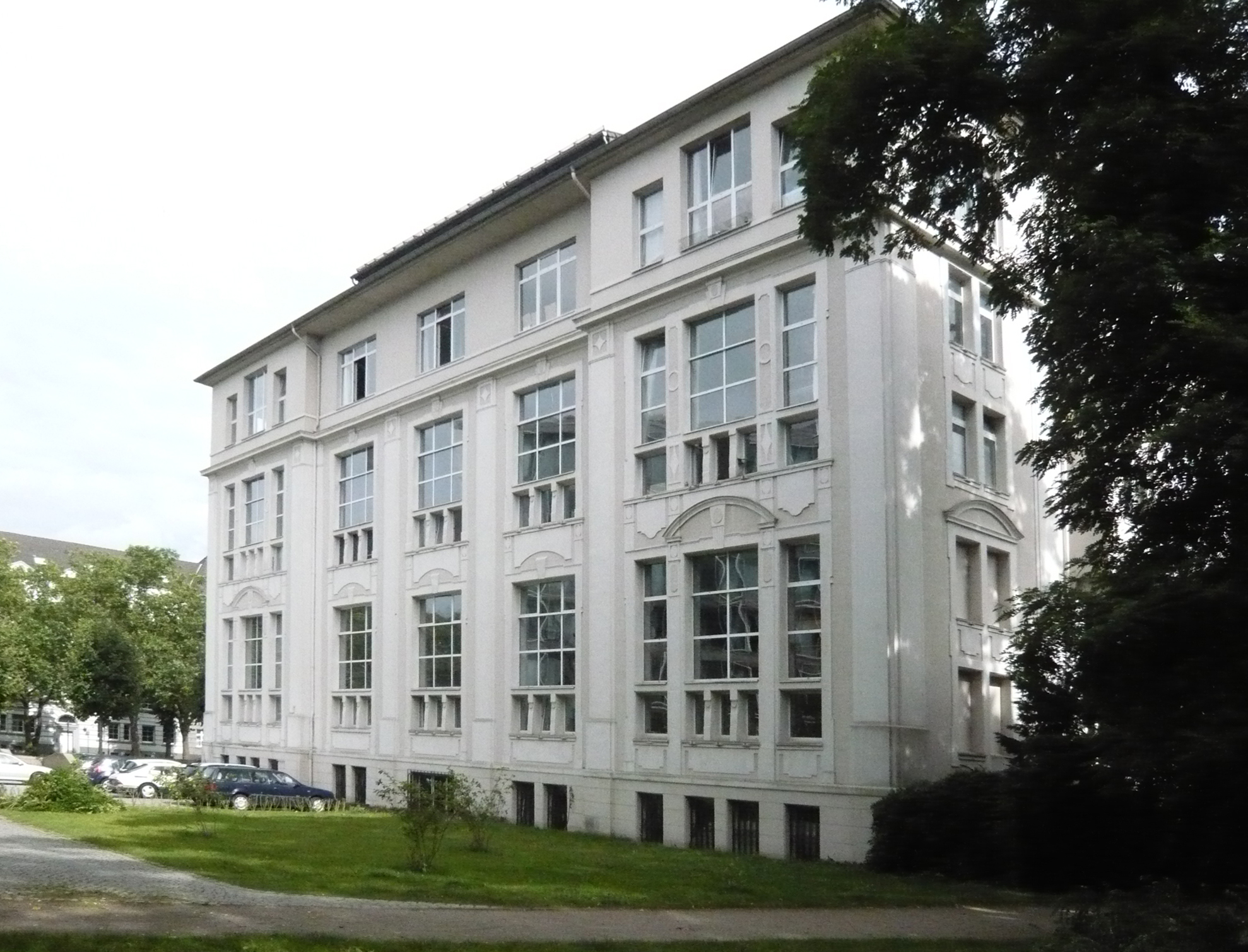
Künstler-Atelier-Haus, Sittarder Straße 5, Düsseldorf

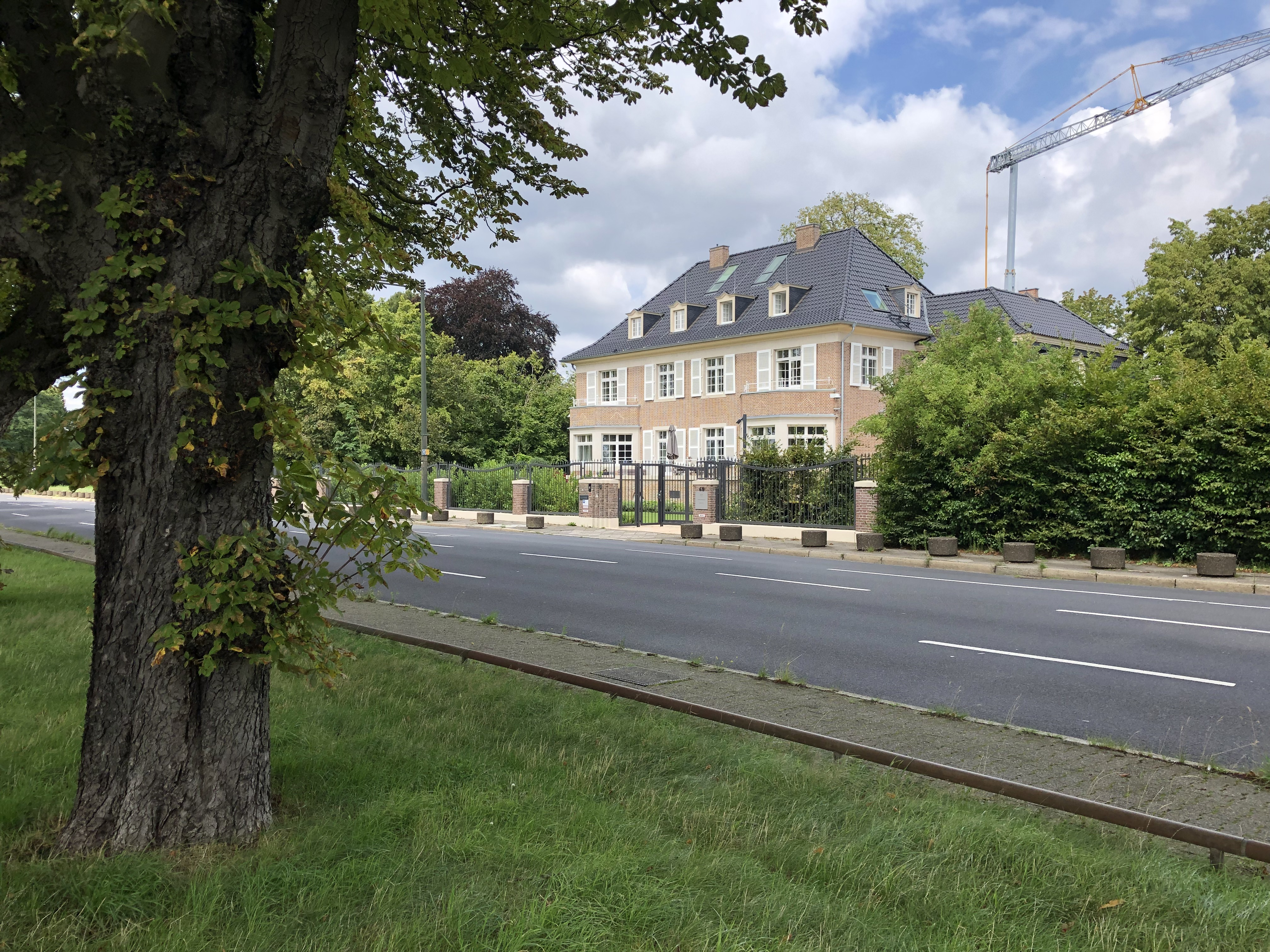
Wohnhaus Peter Janssen, Rotterdamer Straße 65, Düsseldorf-Golzheim

- Wohnhaus Peter Janssen, Rotterdamer Straße 65, Düsseldorf-GolzheimWohnhaus für Hugo Lenzberg in Düsseldorf, Inselstraße 17 (1891–1897, heute Standesamt)
- Kath. Pfarrkirche St. Rochus in Düsseldorf-Pempelfort (1894–1897) (zerstört, Kirchturm erhalten)
- Kath. Pfarrkirche St. Josef in Viersen (1889–1891)
- Kath. Pfarrkirche St. Johannes Baptist in Krefeld (1892–1894)
- Kath. Pfarrkirche St. Remigius in Viersen, Turmumbau (1894–1895)
- Kath. Pfarrkirche St. Maria Rosenkranz in Mönchengladbach-Eicken, Erweiterung und Turmbau (1894 bis 1896)
- Kath. Pfarrkirche St. Johannes Baptist in Anrath (bis 1898)
- Kath. Pfarrkirche St. Josef in Koblenz (1894–1898)
- Kapelle des Hauses d’Ester (sog. Marienburg) in Vallendar (1897)
- Kath. Pfarrkirche St. Remigius in Oberweis (1897–1898)
- Kath. Pfarrkirche St. Gertrudis in Krefeld-Bockum, Turmneubau (1897–1899)
- Kath. Pfarrkirche St. Clemens in Süchteln, Orgelempore (1898)
- Kath. Pfarrkirche St. Remigius in Oberweis (Eifel), 1898
- Kriegerdenkmal 1870/71 (gotische Fiale mit Reliefbildern der Kaiser Wilhelm I. und Friedrich III.) in Viersen (1889)
- Kath. Pfarrkirche St. Michael in Mönchengladbach-Holt (1898–1900)
- Um- und Neubau von Schloss Rimburg in Übach-Palenberg (1899–1900)
- Kath. Pfarrkirche St. Katharina in Willich (1899–1901)
- Kath. Pfarrkirche St. Matthäus in Thalfang im Hunsrück (1900)
- Kath. Pfarrkirche St. Aldegundis in Koblenz-Arzheim (1900–1901)
- Farbiges Bismarck-Wappen am Viersener Bismarckturm (1901)
- Neugestaltung des Schlosshofs von Schloss Eller (1902)
- Hotel „Römischer Kaiser“ in Düsseldorf-Stadtmitte, Stresemannstraße 26 (1903–1904, heute Bank bzw. Wohn- und Geschäftshaus)
- Kath. Pfarrkirche St. Josef in Heinsberg-Laffeld (1903–1904)
- Kath. Pfarrkirche St. Josef in Mönchengladbach-Rheydt, (1903–1905)
- Kath. Pfarrkirche St. Remigius in Bliesen (1903–1904)
- Große Synagoge in Düsseldorf (1903–1904)[4] (zerstört)
- Synagoge in Mülheim an der Ruhr (1905–1907) (zerstört)
- Kath. Pfarrkirche St. Josef in Düsseldorf-Rath (1905–1909)
- Kath. Pfarrkirche Herz-Jesu in Düsseldorf-Derendorf (1905–1907)
- Kath. Pfarrkirche St. Mariä Empfängnis in Solingen-Merscheid (1906–1907)
- Kath. Pfarrkirche Maria Immaculata in Wuppertal-Vohwinkel (1906–1907)
- Künstler-Atelier-Haus Sittarder Straße 5 in Düsseldorf-Pempelfort (1907–1908)
- Katholische Pfarrkirche St. Maximin Baustert (Eifel), Kirchturmbau (1900–1910)
- Kath. Pfarrkirche Herz-Jesu in Aachen (1908–1910)
- Kath. Pfarrkirche St. Elisabeth in Düsseldorf-Stadtmitte (1909–1910)
- Kath. Pfarrkirche St. Antonius in Düsseldorf-Oberkassel (1909–1910)
- Kath. Pfarrkirche St. Ursula in Bedburg-Lipp, nördliches Seitenschiff und Sakristei (1910)
- Kath. Pfarrkirche St. Blasius in Düsseldorf-Hamm (1910–1911)
- Kath. Pfarrkirche St. Paulus in Düsseldorf-Düsseltal (1910–1913)
- Kath. Pfarrkirche Heilig Geist in Düsseldorf-Pempelfort (1911)
- Kath. Pfarrkirche St. Ursula in Düsseldorf-Grafenberg (1912)
- Aus- und Umbau des Staudterhof in Hellenthal (1912)
- Kath. Pfarrkirche St. Hubertus im Essener Stadtteil Bergerhausen (1912–1914)
- Wohnbebauung Eulerhof in Düsseldorf-Flingern (1925–1926, gemeinsam mit Walter und Hermann vom Endt)
- Wohnhaus Peter Janssen, Rotterdamer Straße 65 in Düsseldorf-Golzheim (1926)